# Davide Tizzano
Davide Tizzano (Napoli, 21 maggio 1968) è un canottiere, velista e dirigente sportivo italiano, vincitore dell'oro olimpico con il quattro di coppia a Seul 1988 e con il due di coppia a Atlanta 1996. Presidente della FIC per il quadriennio 2025/2028.

## Biografia

### Carriera sportiva

#### Canottaggio
Davide Tizzano ha sempre dimostrato grandi doti atletiche ed una spiccata attitudine per gli sport di destrezza e di equilibrio grazie ad una straordinaria reattività muscolare e potenza cardiaca. Nel 1979, dopo aver praticato nuoto per circa due anni, il padre Giuseppe lo iscrive al Circolo Canottieri Napoli in quanto appare presto evidente che Davide preferisce nettamente stare "sopra l'acqua".
Nel 1981 partecipa ai Giochi della Gioventù approdando alla finale Nazionale e l'anno dopo, nella stessa finale, viene notato dal Direttore Tecnico Thor Nilsen, incaricato dal Presidente della Federazione Italiana Canottaggio del tempo, Paolo D'Aloja, di rilanciare il movimento Nazionale a livello Olimpico.
Così a 14 anni Tizzano viene inserito nel progetto pilota “Giovani Talenti” e si trasferisce al College di Piediluco con l'obbiettivo dichiarato di vincere la Medaglia Olimpica entro 10 anni.
Due anni dopo partecipa ai Mondiali juniores di Jönköping, in Svezia, ma vince la sua prima medaglia in singolo con l'argento nella successiva edizione di Brandeburgo a cui segue la medaglia d'argento agli Europei U23 di Banyoles in coppia con Alberto Belgeri.
A 18 anni, nel 1986, si laurea campione del mondo juniores in singolo a Račice, nell'allora Cecoslovacchia.
Nel 1988 partecipa e vince la medaglia d'oro ai Giochi olimpici di Seul 1988 con il quattro di coppia insieme a Piero Poli, Gianluca Farina e Agostino Abbagnale. In appena sei anni attraverso un percorso che ha esaltato programmazione, metodo di lavoro, disciplina e capacità tecniche viene raggiunto l'obbiettivo che il Presidente Paolo D'Aloja e il Direttore Tecnico Thor Nilsen auspicavano di raggiungere in dieci. Il trionfo genera un entusiasmo irrefrenabile in tutta la squadra azzurra, tanto che tutta la troupe della RAI rischia di cadere in acqua, come succede al cronista Giampiero Galezzi, ex Canottiere, che rende con le sue emozionanti telecronache rende immortali le gesta dei quattro atleti nella memoria delle grandi imprese Olimpiche. Nei festeggiamenti Tizzano si getta in acqua, perdendo la medaglia appena conquistata, il CIO chiede allora il supporto della Daehanminguk Haegun, la marina militare di Corea, che due giorni dopo la rinviene sul fondale del fiume Han. 
L'anno seguente, sempre con il quattro di coppia, conquista la medaglia d'argento ai Mondiali di Bled. Partecipa anche alla storica Hanley Royal Regatta con l'equipaggio del “quattro di coppia”, che sarà la prima barca multipla italiana a vincere negli oltre 180 anni di storia della regata stabilendo un tempo cronometrico che resterà imbattuto per 27 anni.
Dopo un periodo di inattività agonistica, torna nel 1995 a gareggiare in preparazione della gara di doppio dei Giochi di Atlanta 1996 insieme ad Agostino Abbagnale. Il 27 luglio 1996 la coppia vince la medaglia d'oro precedendo la coppia norvegese formata da Kjetil Undset e Steffen Størseth e quella francese formata da Frédéric Kowal e Samuel Barathay. Nuovamente rimane indelebile nel cuore e nella mente degli sportivi Italiani la telecronaca di Giampiero Galeazzi.  La regata richiede a Tizzano un tale impegno fisico da farlo collassare poco dopo il taglio della linea d'arrivo, e da rendere necessario l'intervento dei medici, i quali gli consentono di riprendersi giusto in tempo per la cerimonia di premiazione. 
In carriera si è laureato campione d'Italia sedici volte in sette diverse specialità e ha partecipato, vincendole, a tre edizioni della Regata delle Antiche Repubbliche Marinare con l'equipaggio di Amalfi: nel 1995 a Pisa, nel 1997 ad Amalfi e nel 2003 a Venezia.

#### Vela
Tizzano, negli anni intercorsi tra i Giochi di Seul e quelli di Atlanta, si è dedicato alla pratica della vela. Dopo aver partecipato a regate veliche in diverse classi ed essere diventato armatore di un catamarano a vela, grazie all'incontro con Paul Cayard nel 1991 riceve la chiamata come grinder di prua dal neocostituito team de Il Moro di Venezia, voluto e creato da Raul Gardini per partecipare alla Coppa America di vela. Questa scelta gli impedisce di partecipare ai concomitanti Giochi di Barcellona 1992. Il Moro di Venezia vince la Louis Vuitton Cup, disputata tra il 25 febbraio e il 30 aprile 1992, battendo per 5-3 in finale Team New Zealand e diventando la prima imbarcazione di un paese non anglofono ad ambire alla conquista dell'America's Cup nei 141 anni di storia del trofeo, ma l'equipaggio italiano viene sconfitto per 4-1 da America³.
Nel 1993, con “Blue Emeraude”, vince il titolo di campione del mondo nella classe Maxi Yacht.
Il periodo successivo lo riavvicina al canottaggio, anche con ruoli di dirigente, ma nel 2007 a Valencia partecipa alla sua seconda America's Cup con l'equipaggio di Mascalzone Latino.
Nel 2016 vince la Rolex Cup a Capri con l’equipaggio di “Fra Diavolo” di Vincenzo Addessi.

### Carriera dirigenziale
Terminata l'attività sportiva nel 1998, grazie ad un accordo con Enel, inaugura il Centro Nautico di Presenzano utilizzando il bacino idroelettrico quale palestra per insegnare vela, dragon boat, canottaggio e canoa fluviale che, nella sua ventennale attività, ha coinvolto oltre 15.000 ragazzi e ragazze avviandoli agli sport dell'acqua con particolare attenzione allo sviluppo dell'individuo e alla socializzazione.
Tra le altre iniziative promozionali ed agonistiche organizzate, ci sono quattro sfide tra le imbarcazioni di Oxford e Cambridge all'interno della vasca della “Fontana dei Delfini” nel Parco Reale della Reggia di Caserta.
Nel 2004 partecipa ad Atene ai suoi primi Giochi olimpici non più da atleta ma al seguito della delegazione italiana ricoprendo il ruolo di supporto alle attività della Federazione Italiana Canottaggio durante i Giochi coordinando il progetto "Original Marines".
Dal 2001 al 2012 ricopre la carica di presidente della Federazione Italiana Canottaggio della Campania e Membro di Giunta del CONI regionale, organizzando quattro edizioni dei campionati italiani di canottaggio ed innumerevoli eventi promozionali rivolti ai giovani.
Nel 2013 è divenuto membro del Comitato Internazionale dei Giochi del Mediterraneo, dove ha ricoperto fino al 2017 il ruolo di Presidente della “Commissione Atleti”. 
È stato eletto Presidente della Confederazione Internazionale dei Giochi del Mediterraneo nel mese di ottobre 2021 e sotto la sua presidenza sono stati organizzati i Giochi del Mediterraneo di Orano nel 2022 e la terza edizione dei Giochi del Mediterraneo da spiaggia nel 2023 a Creta.
È membro del Board Esecutivo e della Commissione Coordinamento del Comitato dei XX Giochi del Mediterraneo di Taranto del 2026 e dei Beach Games di Portimao e Lagoha del 2027.
Dal 2012 al 2016 è stato vice presidente sportivo del Circolo Canottieri Napoli e della Federazione Italiana Canottaggio.
In occasione di Rio de Janeiro 2016 ha ricoperto il ruolo di “Capo Missione” della squadra olimpica di canottaggio.
Nel 2019 viene nominato “Head of Sport and Operations” della XXX Universiade di Napoli coordinando le attività delle 16 Federazioni Sportive Nazionali impegnate nel programma dei Giochi Universitari con 111 nazioni e 6.000 atleti accreditati che si sono sfidati in 19 discipline olimpiche.
Dal 1º gennaio 2014 al 1º ottobre 2024 ha diretto il centro di preparazione olimpica di Formia “Bruno Zauli” del CONI.
A fine novembre 2024 è stato eletto presidente della Federazione Italiana Canottaggio per il quadriennio 2025-2028 con 140 voti contro i 128 del presidente uscente Giuseppe Abbagnale.

### Docente e formatore
Diplomato all’Istituto superiore di educazione fisica di Napoli, si è laureato in Scienze Motorie all’Università degli Studi di Torino con una specializzazione in “Progettazione ed organizzazione grandi eventi e gestione di grandi impianti sportivi”. Successivamente ha cominciato ad esercitare come divulgatore e docente tenendo corsi di alta specializzazione presso la “Scuola dello Sport” del CONI ed altre facoltà universitarie di Management, in particolare presso la Federico II e la Parthenope di Napoli.
Nel 2017 il Museo archeologico nazionale di Napoli lo ha nominato “Ambasciatore del MANN nel Mondo”, per le attività di promozione, divulgazione culturale, artistica e scientifica.
Tizzano è stato anche advisor dell'Accademia Olimpica Internazionale di Olimpia per la formazione e l’avviamento al post carriera degli atleti di vertice.

### Promozione dello sport "sociale" e attivismo
Nel 2004 fonda ad Atene la “Davide Tizzano Academy” con lo scopo di diffondere i valori etici e sportivi fra i giovani.
Dal 2008 al 2010, collabora alla progettazione e alla realizzazione di una scuola vela per minori a Napoli a “rischio devianza”.
Nel 2009 ha realizzato, in collaborazione con la RAI, un corso per la formazione di cameramen specializzati in riprese sportive con particolare attenzione agli sport nautici, iniziativa dedicata a giovani a rischio devianza dei quartieri periferici e dell'area metropolitana di Napoli.
Dal 2019 organizza la manifestazione “Le Sirene di Ulisse”: una gara remiera riservata alle donne che hanno vissuto l’esperienza del tumore al seno.
Tizzano è attivo anche sul fronte ambientalista per la salvaguardia del patrimonio marino e fluviale italiano. Nel 2007 ha prodotto il documentario “Naviga Volturno” in collaborazione con Enel, per valorizzare e proteggere il più importante corso d’acqua dell'Italia Meridionale.
Nel 2018 è stato testimonial in Italia per il Comando Nazionale della Guardia Costiera a sostegno della campagna sulla sicurezza in mare e per la sua salvaguardia.

## Palmarès
- Giochi olimpici

Seul 1988: oro nel 4 di coppia.
Atlanta 1996: oro nel doppio.
- Campionati del mondo di canottaggio

Bled 1989: argento nel 4 di coppia.
- Campionati del mondo di canottaggio juniores

Brandeburgo 1985: argento nel singolo.
Račice 1986: oro nel singolo.